# Juracantha
Juracantha is een geslacht van uitgestorven slangsterren uit de familie Ophiacanthidae. Vertegenwoordigers van dit geslacht zijn slechts als fossiel bekend.

## Soorten
- Juracantha hottingeri Thuy, Marty & Comment, 2013 †